# ابن رشيق المغربي
ابن رشيق المغربي (ت. 749 هـ / 1349 م) هو عبد الله بن رشيق المغربي، وهو ناسخ، من أهل دمشق. قال فيه ابن كثير «كاتب مصنفات شيخنا العلامة ابن تيمية، إذا عزب شئ منه على الشيخ استخرجه عبد الله هذا.»

## المصدر
1. ↑  الأعلام - خير الدين الزركلي - ج 4 - الصفحة 86